# Richard Maxwell
Richard Maxwell (* 23. November 1967 in Fargo) ist ein US-amerikanischer Regisseur, Theaterleiter, Autor und Musiker.

## Leben
Maxwell erhielt seine Schauspielausbildung 1986 bis 1990 an der Illinois State University. 1990 wurde er Mitglied der Steppenwolf Theatre Company in Chicago, wo er 1992 mit Gary Wilmes das Cook Country Theatre Department begründete.  1994 ging er nach New York, 1998 wurde er dort künstlerischer Leiter der New York City Players.
Zu seinen frühen von ihm selbst geschriebenen und inszenierten Stücken gehören Billings (1996), Flight Courier Service (1997), Burger King (1997) und Ute Mnos. v. Crazy Liquors (1998). 1998 hatte er am Ontological Theatre einen großen Erfolg mit House, das auf Gastspielen unter anderem 1999 beim Theater der Welt in Berlin gezeigt wurde. Mit Gastspielen und Inszenierungen ist Maxwell seither auch in Europa häufig präsent. Dabei fungierte er zudem als Ko-Produzent mit amerikanischen und europäischen Theatern.
Maxwell komponiert die Songs seiner Stücke selbst, trägt sie mit einer Band vor und publiziert sie. Als vielseitiger Kulturschaffender sprengt er die Grenzen des traditionellen Theaterverständnisses.

## Bühnenwerke (Auswahl)
- Billings (Uraufführung 1996, Williamstown)
- Flight Courier Service (Uraufführung 1997,  Ontological Theatre, New York)
- Burger King (Uraufführung 1997, Williamstown Theatre Festival)
- Ute Mnos. v. Crazy Liquors (Uraufführung 1998, Eden Arcade, New York)
- House (Uraufführung 1998, Ontological Theatre, New York)
- Cowboys & Indians (Uraufführung 1999, Soho Rep, New York)
- Showy Lady Slipper (Uraufführung 1999, Performance Space 122, New York)
- Boxing 2000 (Uraufführung 2000, Present Company Theatorium New York)
- Caveman (Uraufführung 2001, Soho Rep, New York)
- Drummer Wanted (Uraufführung 2001, Performance Space 122, New York)
- Joe (Uraufführung 2001, Performance Space 122, New York)
- Showcase (Uraufführung 2003, Cinematexas, Austin)
- Henry VI, Part I (Uraufführung 2003, Hebbel-Theater, Berlin)
- Good Samaritans (Uraufführung 2004, Biennale Bonn)
- The End of Reality (Uraufführung 2006, The Kitchen, New York)